# Mosze Dajan
Mosze Dajan (hebr. משה דיין; ur. 20 maja 1915 w kibucu Deganja Alef, zm. 16 października 1981 w Tel Awiwie) – izraelski wojskowy i polityk, generał porucznik (raw alluf), oficer dyplomowany Sił Obronnych Izraela, w latach 1953–1958 szef Sztabu Generalnego Sił Obronnych Izraela, w latach 1967–1974 minister obrony, w latach 1976–1979 minister spraw zagranicznych.
W opinii publicznej Izraela był postrzegany jako osoba, która przyczyniła się do wielkiego zwycięstwa w wojnie sześciodniowej i powstrzymała klęskę wojny Jom Kipur. Z tego powodu był on uznawany przez wielu za bohatera narodowego. Korzystając z kredytu zaufania społecznego, zaangażował się w działalność polityczną. Jako minister spraw zagranicznych przyczynił się do opracowania traktatu pokojowego z Egiptem. W życiu osobistym był człowiekiem o niezwykłej osobowości, dla wielu bardzo kontrowersyjnym. Miał wielki wpływ na państwo Izrael w pierwszych latach jego istnienia.

## Życiorys

### Młodość
Urodził się w kibucu Deganja Alef w Palestynie, będącej wtedy częścią Imperium Osmańskiego. Był drugim dzieckiem urodzonym w kibucu. Jego rodzicami byli żydowscy imigranci z rosyjskiej Ukrainy: Szemu’el Dajan (Kitajgorodzki) i Debora Zatułowska. Dziecko otrzymało imię Mosze na pamiątkę Mosze Barskiego, pierwszego mieszkańca kibucu zamordowanego w dniu 22 listopada 1913 przez arabskich bandytów. Do zabójstwa doszło, gdy Barski jechał do wsi Menachemja po leki dla chorego Szmuela Dajana.
Gdy miał sześć lat, rodzina przeniosła się do moszawu Nahalal. Ukończył tam szkołę podstawową i kompleksową szkołę rolniczą. Od wieku czternastu lat brał udział w misjach związanych z utrzymywaniem bezpieczeństwa moszawu, podczas których nawiązał kontakt z członkami żydowskiej organizacji paramilitarnej Hagana. W 1934 w szkole rolniczej poznał Rutę Schwartz, z którą rok później się ożenił. Urodziło im się troje dzieci: Ja’el, Ehud i Asi.
Po ukończeniu szkoły dołączył do grupy robotników rolniczych, nazywanej „Grupą Samarii”.

### Kariera wojskowa
Wstąpił do Hagany około 1929/1930. Gdy w 1936 na terenach Mandatu Palestyny wybuchły rozruchy arabskie, brytyjskie władze mandatowe zezwoliły żydowskiej społeczności na utworzenie Policji Żydowskich Osiedli (ang. Jewish Settlement Police, hebr. משטרת היישובים העבריים, Mishteret HaYishuvim HaIvriyim). W jej skład weszli członkowie Hagany, teraz nazywani „Rangers”. Dajan przeszedł w 1936 szkolenie wojskowe brytyjskiej armii i dołączył do żydowskiej policji. W grudniu 1937 był uczestnikiem kursu szkoleniowego, który prowadził Jicchak Sade, a jednym z uczestników był Jigal Allon. W 1938 i 1939 był członkiem elitarnych jednostek polowych Hagany – Fosh dowodzonych przez Sadeha, i Specjalnych Jednostek Nocnych (SNS) dowodzonych przez Orde’a Wingate’a. W okresie tym poznał podstawowe zasady taktyki ofensywnej wojny.
5 października 1939 został aresztowany wraz z 42 innymi żydowskimi policjantami za nielegalne posiadanie broni. Brytyjski sąd skazał go na dziesięć lat więzienia, które zaczął odsiadywać w więzieniu w Akce. Jednak wybuch II wojny światowej spowodował, że brytyjska armia zaczęła potrzebować poparcia społeczności żydowskiej w Palestynie. W tym celu nawiązano współpracę z żydowskim podziemiem i w lutym 1941 Dajan został zwolniony z więzienia. W nowych okolicznościach Hagana zaczęła tworzyć we współpracy z Brytyjczykami kompanie szturmowe Palmach. Dajan został dowódcą Kompanii B Palmach. W czerwcu 1941 dołączyła ona do 7 Australijskiej Dywizji Piechoty podczas operacji Exporter. Dajan wziął udział w inwazji na Wielki Liban – zapobiegł wysadzeniu mostów na rzece Litani, dzięki czemu brytyjskie siły mogły kontynuować natarcie na Bejrut. Podczas tej operacji francuski snajper trafił w lornetkę Dajana, powodując uszkodzenie lewego oka. Od tej pory nosił on charakterystyczną opaskę na oku. Za udział w tej operacji Dajan został odznaczony orderem Distinguished Service Order („Order za Wybitną Służbę”), jednym z najwyższych brytyjskich odznaczeń wojskowych.
Po wyleczeniu rany, powrócił do moszawu Nahalal, gdzie nadal działał dla Hagany. W 1945 przeprowadził się do Tel Awiwu, i w grudniu 1946 wyjechał jako delegat na XXII Kongresie Syjonistycznym w Bazylei. W lutym 1947 Ja’akow Dori powołał go do sztabu jako doradcę od spraw arabskich. Podczas wojny domowej w Mandacie Palestyny w kwietniu 1948 uczestniczył w tajnych rozmowach z druzyjskimi oficerami Arabskiej Armii Wyzwoleńczej, dzięki czemu udało się zapoczątkować współpracę żydowsko-druzyjską. Rozmowy te były wyjątkowo trudne dla Dajana, ponieważ zaledwie kilka dni wcześniej w potyczce z Druzami zginął jego młodszy brat Sorik. Pomimo to doprowadził on negocjacje do końca.
Gdy tylko rozpoczęła się wojna o niepodległość Dajan w stopniu majora (raw seren) został wysłany do rodzinnego kibucu Deganja Alef. Wziął udział w bitwach o dolinę Kinnarot powstrzymując natarcie wojsk syryjskich. Pod koniec maja 1948 objął dowództwo 89 Batalionu Zmechanizowanego w 8 Dywizji Pancernej dowodzonej przez Jicchaka Sadego. W lipcu uczestniczył w operacji Danny. Podczas jej trwania poprowadził w dniu 11 lipca śmiały rajd kompanii jeepów zajmując arabskie miasto Lod. Następnie Dajan wziął udział w operacji Mawet la-polesz na froncie południowym. W dniu 1 sierpnia awansował na podpułkownika (segan alluf) i objął dowództwo nad Brygadą Etzioni działającą w rejonie Jerozolimy. W nocy z 17 na 18 sierpnia zajął pozycje w strefie zdemilitaryzowanej, jednak o świcie Arabowie ostrzelali z artylerii jego pozycje, zmuszając brygadę do odwrotu. Starcie to jest uznawane za największą porażkę militarną w karierze Dajana. Później uczestniczył on w najważniejszych negocjacjach prowadzonych z królem Abdullahem I i Abdullahem at-Tallem w sprawie przyszłego statusu Jerozolimy. W marcu 1949 uczestniczył w negocjacjach z transjordańską delegacją, które odbyły się na wyspie Rodos.
Po wojnie utrzymywał bardzo dobre kontakty z premierem Dawidem Ben Gurionem, co pomogło mu w dalszej karierze wojskowej. W październiku 1949 został szefem Południowego Dowództwa, w randze allufa. W okresie tym przeszedł szkolenie wojskowe dowódców, a następnie odbył studia wojskowe w Wielkiej Brytanii. Po powrocie do kraju, w maju 1952 został szefem Północnego Dowództwa. W grudniu tego samego roku został powołany do Sztabu Generalnego Sił Obronnych Izraela na stanowisko szefa zarządzania operacyjnego.

#### Szef Sztabu Generalnego

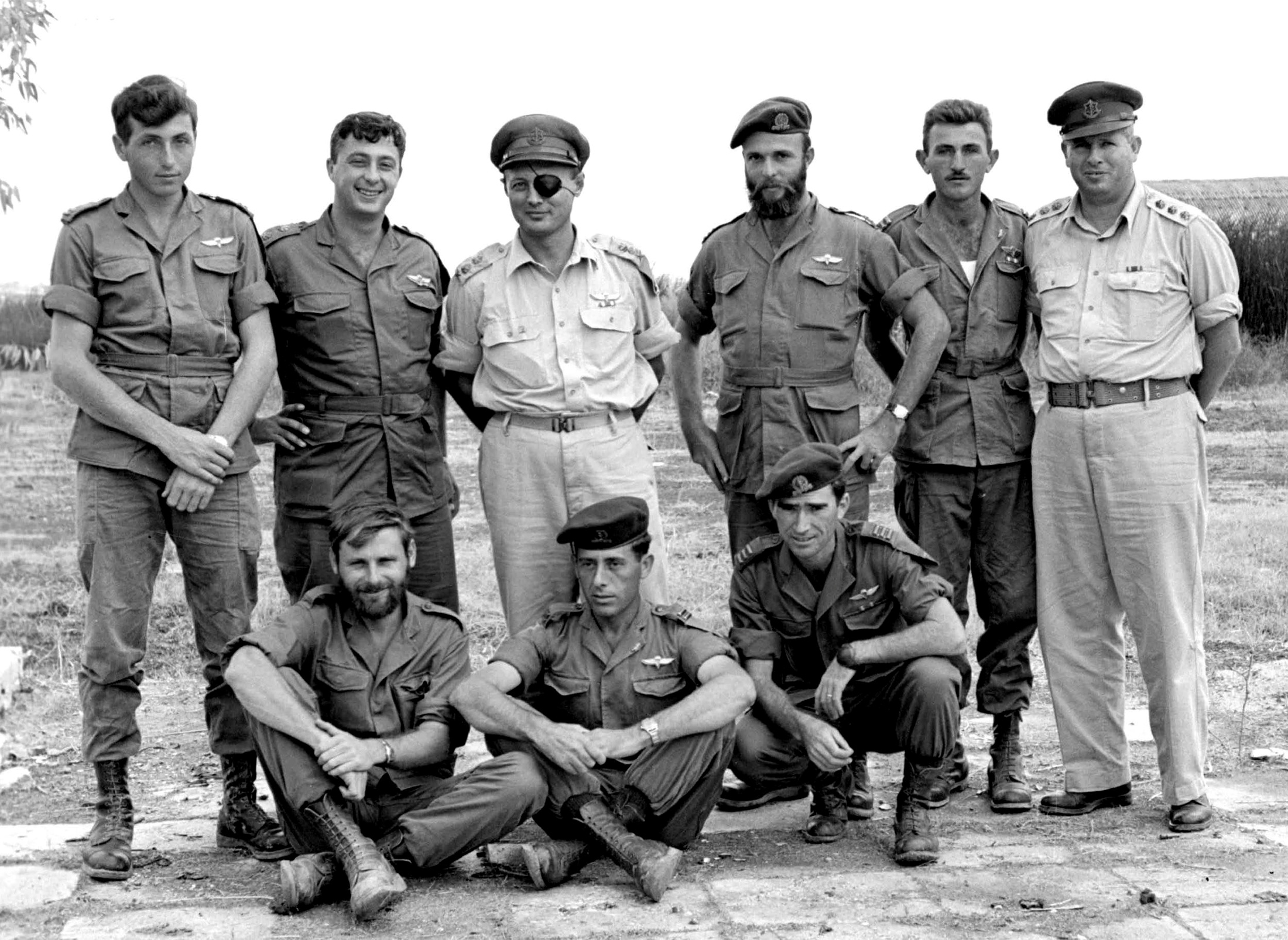
Mosze Dajan z oficerami Brygady Spadochronowej, 1955

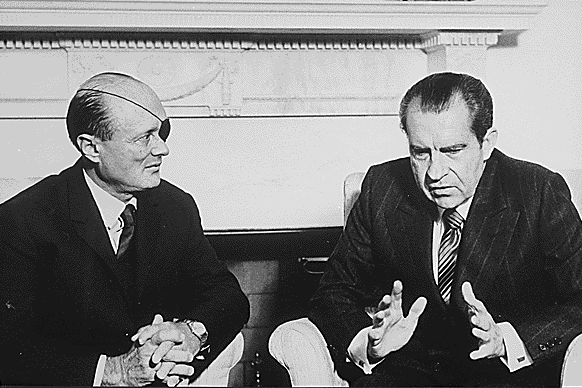
Mosze Dajan i prezydent Richard Nixon, 1970

W dniu 6 grudnia 1953 został powołany na szefa Sztabu Generalnego Sił Obronnych Izraela.
W tamtym okresie terytorium państwa Izrael było nieustannie nękane przez napady arabskich fedainów. Dajan uważał, że problem ten należy rozwiązać przy pomocy rozwiniętych na szeroką skalę operacji wojskowych, które zniszczyłyby zaplecze fedainów, uniemożliwiając im atakowanie Izraela. Pod koniec lutego 1955 siły specjalne dowodzone przez Ariela Szarona rozpoczęły serię takich operacji na terytorium Strefy Gazy będącej pod okupacją Egiptu. W grudniu tego samego roku przeprowadzono podobną operację przeciwko Syrii. Latem 1956 doszło do eskalacji konfliktu na granicy jordańskiej.
W październiku 1956 osobiście dowodził ruchami izraelskich wojsk na półwyspie Synaj podczas kryzysu sueskiego. Po zwycięskiej wojnie, był przeciwnikiem wycofania wojsk z Synaju. Uważał, że Izrael nie otrzymał wystarczających gwarancji bezpieczeństwa, a Strefa Gazy będzie nadal wykorzystywana jako baza dla terrorystów. Po wycofaniu wojsk Dajan udał się na długie wakacje, a następnie w dniu 29 stycznia 1958 oficjalnie ustąpił ze stanowiska.

### Kariera polityczna
Po wycofaniu się ze służby wojskowej, rozpoczął studia politologiczne na Uniwersytecie Hebrajskim w Jerozolimie.
Wystartował w wyborach parlamentarnych w 1959 z listy partii politycznej Mapai, której liderem był Dawid Ben Gurion. Wszedł do IV Knesetu i został ministrem rolnictwa (1959–1964). Gdy w czerwcu 1963 Ben Gurion zrezygnował z urzędu premiera, Dajan także ogłosił swoją rezygnację. Poddał się jednak prośbom politycznych przyjaciół i pozostał w rządzie. Pomimo to spory pomiędzy nim a nowym premierem Lewim Eszkolem narastały i 4 listopada 1964 Dajan podał się do dymisji.
Gdy 22 lipca 1965 Ben Gurion założył nową partię polityczną Rafi, Dajan natychmiast do niej przystąpił. W VI Knesecie Rafi zajęła miejsce w opozycji i Dajan nie otrzymał żadnej propozycji ministerialnej. W okresie tym zaangażował się w promowanie izraelskiego przemysłu w świecie i zachęcał zagranicznych inwestorów do inwestowania w Izraelu. W 1966 został korespondentem wojennym na wojnie wietnamskiej. Obserwacje wojenne dały mu sposobność zrozumienia współczesnego pola walki, które z jednej strony opierało się na szybkich działaniach mobilnych jednostek przy wykorzystaniu helikopterów, z drugiej strony poznał zagadnienia wojny partyzanckiej.

#### Minister obrony
Gdy w 1967 zaczęło narastać zagrożenie dla Izraela ze strony arabskich sąsiadów, premier Lewi Eszkol, pod naciskiem szefa Sztabu Generalnego Dawida Ben Guriona, powołał Dajana w dniu 2 czerwca na urząd ministra obrony. Dajan był już wtedy postrzegany jako bohater narodowy, a objęcie przez niego funkcji ministra obrony podniosło morale Izraelczyków, co było nie bez znaczenia w trudnym dla kraju momencie. Jednak decyzja o mianowaniu Dajana była równoznaczna z decyzją o rozpoczęciu wojny. 5 czerwca Dajan wydał rozkaz rozpoczęcia wojny sześciodniowej, która zakończyła się błyskawicznym sukcesem i wzrostem jego popularności. Równocześnie wzrosły jego wpływy polityczne.
Po wojnie wpływy Eszkola były znacznie osłabione i Dajan w rzeczywistości sprawował kontrolę nad państwem. Jedną z jego pierwszych decyzji było nakazanie usunięcia izraelskich flag ze Wzgórza Świątynnego i przekazanie nad nim zwierzchnictwa w ręce muzułmańskiego Wakfu. Decyzja ta pokazała, że Dajanowi zależało na pokojowym współistnieniu żydowskiej i arabskiej społeczności w państwie Izrael. Pomimo to nie wierzył w możliwość osiągnięcia trwałego pokoju z Arabami. Sprawując wojskową władzę administracyjną nad okupowanymi terenami Strefy Gazy, Zachodniego Brzegu i Wzgórzami Golan, przyjął metodę twardej polityki wobec wszelkich objawów nieposłuszeństwa Arabów. Jednak aby łagodzić nastroje niezadowolenia, podjął szerokie działania mające na celu podniesienie warunków życia, co w dalszej perspektywie miało zapobiec zamieszkom. Izraelskie przedsiębiorstwa angażowały się w rozbudowę terytoriów okupowanych, co dawało Arabom miejsca pracy, poprawiało infrastrukturę i polepszało standardy życia.
W latach 1967–1970 izraelska armia była zmuszona prowadzić działania wojenne podczas wojny na wyczerpanie, równocześnie borykając się z coraz większym zagrożeniem terrorystycznym. Podczas Letnich Igrzysk Olimpijskich 1972 w Monachium palestyńscy terroryści z organizacji Czarny Wrzesień zabili 11 izraelskich sportowców. W odpowiedzi Dajan nie wahał się rozpocząć walki z terrorystami, wykraczając daleko poza granice Izraela. W działaniach tych Dajana wspierała nowa premier Golda Meir, która dała mu wolną rękę w sprawach bezpieczeństwa.
Seria kolejnych zwycięstw uśpiła czujność izraelskich dowódców, którzy dali się w 1973 zaskoczyć wybuchem wojny Jom Kipur. Niepotwierdzone źródła mówią, że drugiego dnia wojny, Dajan był bliski wydania rozkazu użycia broni jądrowej. Po wojnie prowadził jeszcze negocjacje w sprawie ustalenia tymczasowych linii granicznych z Syrią i Egiptem. Jednak w dniu 6 marca 1974 podał się do dymisji. 1 kwietnia 1974 Komisja Arganot opublikowała raport w sprawie przyczyn, okoliczności i przebiegu wojny Jom Kipur. Komisja uznała, że Dajan nie ponosił osobistej odpowiedzialności za wybuch i przebieg wojny.

#### Minister spraw zagranicznych
W 1976 Dajan rozpoczął pracę jako redaktor naczelny nowego dziennika „Today”. Rok później premier Menachem Begin z prawicowej partii Likud powołał go na stanowisko ministra spraw zagranicznych. Dajan był wtedy posłem z ramienia lewicowej Partii Pracy. Za swoją decyzję przyjęcia teki ministerialnej, został wydalony z partii i od tej pory zasiadał w Knesecie jako poseł niezrzeszony.
Przyczynił się do zawarcia przełomowych porozumień pokojowych z Camp David, między Izraelem i Egiptem. Porozumienia te zostały podpisane 17 września 1978. W dniu 23 października 1979 podał się do dymisji z powodu sporu z premierem Beginem, dotyczącego terytoriów okupowanych.

### Późny okres życia
W późniejszym okresie życia amatorsko zajmował się archeologią. Zgromadził sporą kolekcję artefaktów. Po jego śmierci zbiory te zostały odkupione przez państwo.
W 1981 utworzył nową partię polityczną Telem. Partia ta uzyskała dwa mandaty w wyborach parlamentarnych w 1981. Kilka miesięcy później, w dniu 16 października 1981 zmarł na zawał serca.

## Odznaczenia
- Distinguished Service Order
- Legia Honorowa